# پامپانو استیتس، فلوریدا
پامپانو استیتس (به انگلیسی: Pompano Estates) یک منطقهٔ مسکونی در ایالات متحده آمریکا است که در شهرستان براوارد، فلوریدا قرار دارد. پامپانو استیتس ۱٫۴ کیلومتر مربع مساحت و ۳٬۳۶۷ نفر جمعیت دارد.